# بونإجي كيمورا
بونإجي كيمورا (باليابانية: 木村 文治) (27 يوليو 1944 في كيوتو في اليابان – )؛ هو لاعب كرة قدم ياباني متقاعد.

## وصلات خارجية
- J.League Data Site (باليابانية)